# Ник Амаро
Николас „Ник” Амаро мл. је измишљени лик у НБЦ-овој процедуралној полицијској драми Ред и закон: Одељење за специјалне жртве који тумачи Дени Пино. Амаро је детектив у Менхетнског ОСЖ-а у 16. полицијској испостави Њујорка.

## Позадина
Амаро је кубанско-италијанског порекла. Његов отац Николас ст. (Арманд Асанте) био је насилан и према мајци и према њему, а касније је побегао у Мајами на Флориди. Амаро своје чврсто уверење у развод приписује гледању своје мајке Цезарије (Ненси Тикотин) како пати због свог брака. Амаро је сведочио против свог оца када је Николас ст. оптужен да је претукао своју нову вереницу Габријелу (Кети Веласкез), али је старији Амаро ослобођен. Након суђења, Амаро и његов отац настојали су да се помире.
Амаро течно говори шпански и има извесно знање латинског. Ожењен је на почетку каријере у ОСЖ-у и има ћеркицу Зару (Алисон Фернандез). Његова супруга Марија (Лора Бенанти) је стационирана у иностранству годину дана, извештавајући из Ирака, а њихов брак је натегнут због њеног размештања. На почетку 14. сезоне, она открива Амару да је прихватила посао у Вашингтону, а након свађе се разилазе.
Амаро поставља питање да ли Марија пати од ПППС-а и изражава жаљење што се није више потрудио да схвати кроз шта она пролази. Марија нуди да се помири са Амаром ако се он пресели у Калифорнију са њом и Заром. Међутим, он на крају одбија да то учини.
Током Амаровог појављивања у серији се подразумева да је у сексуалној вези са својом ортакињом детективком Амандом Ролинс (Кели Гидиш). У епизоди "Основана сумња", он излази из купатила у Ролинсином стану, што је указивало да су били присни. У епизоди "Холденов манифест" осумњичени за убиство их је питао да ли спавају заједно. Он не одговарају на питање и мења тему.
Такође има сина са бившом девојком Синтијом (Андреа Наведо) који се зове Гил (Џејден Метју Родригез) кога је упознао у епизоди „Плавац на тајном задатку“.

## Каријера уОСЖ-у
Амаро је детектив њујоршке полиције 2. разреда који је прешао у Одељење за специјалне жртве пошто био и у пороцима и у наркотицима. Као и Фин Тутуола (Ајс Ти), он је раније радио на тајном задатку док је био на наркотицима. У почетку је Амаро имао затегнут однос са својом новом ортакињом, детективком Оливијом Бенсон (Мариска Харгитеј), углавном зато што је њој недостајао стари ортак Елиот Стаблер (Кристофер Мелони). Међутим, упркос њиховом тешком почетку, Амаро и Бенсонова се међусобно поштују и добро раде заједно. Имао је антагонистички однос са ПОТ Рафаелом Барбом (Раул Еспарза). Амаро замера Барби који је такође Американац кубанског порекла и из радничке породице што се „продао” тако што је отишао на Харвард и удаљио се од својих културних корена. Међутим, било је тренутака када су били у добрим односима.
Током својих првих дана у ОСЖ-у, Амаро се тешко носио са ужасним злочинима које је виђао сваки дан и рекао је Бенсоновој да има жељу да физички нападне осумњиченог. Она му је рекла да би боље решење било да се осигура да починиоци више никада не угледају светлост дана. У епизоди "Ловиште", Амаро је смртно устрелио низног убицу који је држао Бенсонову на нишану. Тада је први пут некога убио и био је тешко потресен тим искуством.
У епизоди „Дан заљубљених“ видео је своју жену како улази у стан човека којег не познаје. У епизоди „Улична освета“ пратио је своју жену да види куда иде током дана и насрнуо је на човека са којим ју је видео. Она је накнадно то сазнала па су упали у жестоку расправу у просторијама ОСЖ-а пред његовим колегама. Она му је рекла да је човек са којим ју је видео психијатар са којим се виђа јер покушава да се прилагоди свом старом животу.
Амаро је овим очигледно био узнемирен и у наредним епизодама почео је да потискује свој бес све док није пукао током истраге о госпођи Дилији Вилсон (Брук Смит) када је запретио да ће пуцати у детектива Брајана Кесидија (Дин Винтерс) ако му Кесиди не каже за кога ради на тајном задатку. Ово, заједно са његовим нередовним понашањем, накратко је отуђило његове колеге из ОСЖ-а. На пример, нерадо су му дали осетљиве податке у вези са лажним оптужбама против капетана Доналда Крејгена (Ден Флорек), бојећи се да ће он погоршати ствари.
У епизоди "Двадесетпет чинова", Амаро тражи од привременог надређеног у ОСЖ-у капетана Стивена Хариса (Адам Болдвин) да му дозволи да самостално ради на њиховом случају силовања, говорећи Бенсоновој да јој треба ортак коме може да верује. Бенсонова је на крају радила на случају са Ролинсовом.
У епизоди "Плавац на тајном задатку", Кесидију се судило због силовања када га је лажно оптужила проститутка која ради за макроа Барта Ганзела (Питер Џејкобсон). Амара ПОТ Дерек Страус (Грег Герман) позива за сведока и пита га за тајни задатак. Када га је Кесидијев заступник испитивао, Амаро је био приморан да открије да је имао романтичну везу са сестром нарко-боса којег је тајно истраживао. Наредник Џон Манч (Ричард Белзер) га затим обавештава да полиција тражи да уради испитивање очинства јер жена тврди да има сина из те везе.
Он одлази у женину кућу да се суочи са њом, али га њен дечко одбија. Касније, док је посматрао дечка како узима дечака из школе, Амаро сведочи како је човек користио дечака као носиоца током посла са дрогом. Амаро тада упознаје дечака и говори жени да њен дечко користи њиховог сина да би растурао дрогу. Пошто се Кесиди извинио Амару за оно што је његов заступник урадио, он му је помогао да ухапси дечка због растурања дроге. Епизода се завршила тако што је Амаро куцао на женина врата и она га пустила да се повеже са њиховим сином Гилом.
У епизоди "Рођени психопата" у њега је пуцао десетогодишњи дечак док га је приводио због злостављања његове сестре.
Амаро је ухапшен због напада на педофила Сајмона Вилкса (Џошуа Малина), док није био на дужности. Затим га окружни тужилац оптужује и ставља на одсуство. Оптужбе су касније одбачене, али он је уназађен и распоређен у 116. испоставу у Квинсу као патролни официр. На Бенсонин захтев, он је враћен у ОСЖ пошто је по правилу водио хапшење холивудске старлете Тенслија Еванса (Стиви Лин Џонс).
На крају 16. сезоне, Амаро је планирао да полаже испит за наредника и напредује у чину. Међутим, Бенсонова му је рекла да га због повести оптужби за недолично понашање полиција никада неће унапредити без обзира колико добро ради. Љут, Амаро баца своје материјале за учење у ђубре, али је на крају то преболео. Убрзо након тога, Амаро је био умешан у пуцњаву у судници са Џонијем Дрејком (Чарлс Халфорд), свирепим сексуалним трговцем и макроом. Амаро убија Дрејка, а Дрејк њега рањава у јетру и колено.
Амаро преживљава рањавање и на крају епизоде је виђен са штакама што је захтевало три месеца физикалне терапије. Он открива Бенсоновој да намерава да се повуче из њујоршке полиције због немогућности да напредује у чину поред повреда. Планира да се пресели у Калифорнију пошто је Марија сада у Лос Анђелесу са Заром, а Синтија планира да се пресели у Сан Дијего са Гилом. Пре него што је Амаро отишао, Бенсонова му је рекла колико се њен живот променио током година рада са њим и обећали су једно другом да ће заувек остати пријатељи.
На почетку 17. сезоне, Ролинсова помиње да Амаро сада живи у Лос Анђелесу, иде на физикалну терапију због повреда и тражи положај у полицији Парка Сједињених Држава. У 500. епизоди, која је емитована током 23. сезоне, Амаро, који сада ради за друштво које је усавршено за испитивање ДНК у нерешеним случајевима новим технологијама, враћа се на Менхетн како би ослободио човека који је погрешно осуђен у случају сексуалног напада и кобног дављења девојке 1996. године.

## Награде и одликовања
Следе ордење и награде за службу које је вршио детектив Амаро, што је приказано у епизодама „Девојке су нестале (3. део)“ и „Продуцентов програм“.
|  | Орден америчке заставе                            |
|  | Орден за изванредно обављање полицијских дужности |
|  | Орден за примерно обављање полицијских дужности   |

## Појављивања у другим серијама
- Чикашки СУП — епизода: „Само преко мене мртвог“ (2014)
- Чикашки СУП — епизода: „Број пацова“ (2015)

## Развој
Дана 27. јуна 2011. НБЦ је објавио да ће Кели Гидиш и Дени Пино бити доведени у главну поставу серије.